# Burg Mariapfarr

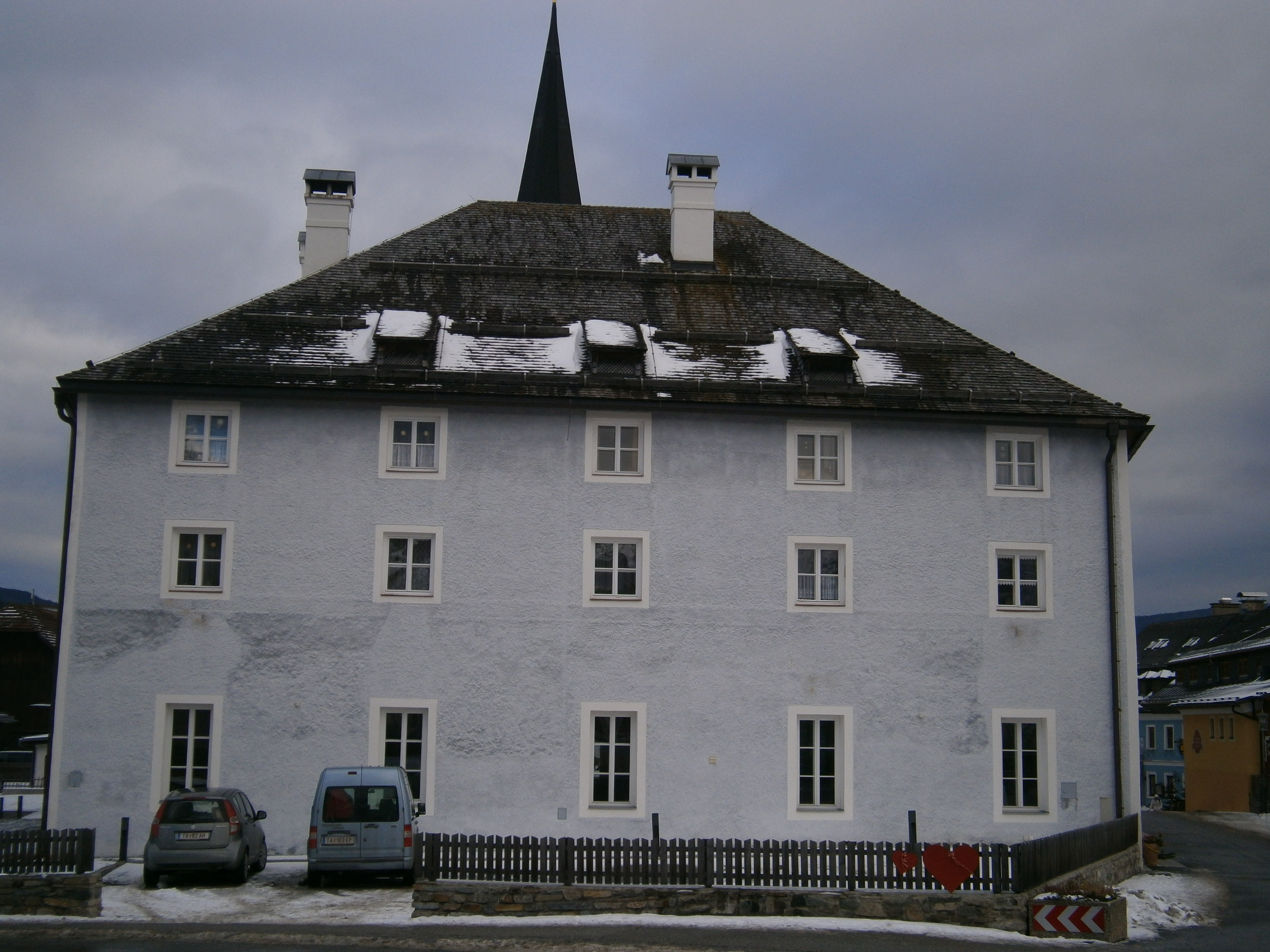
Ehemaliges Stallgebäude des Pfarrhofes – heute befindet sich im Erdgeschoss der Joseph-Mohr-Saal – im ersten und zweiten Stock sind Mietwohnungen

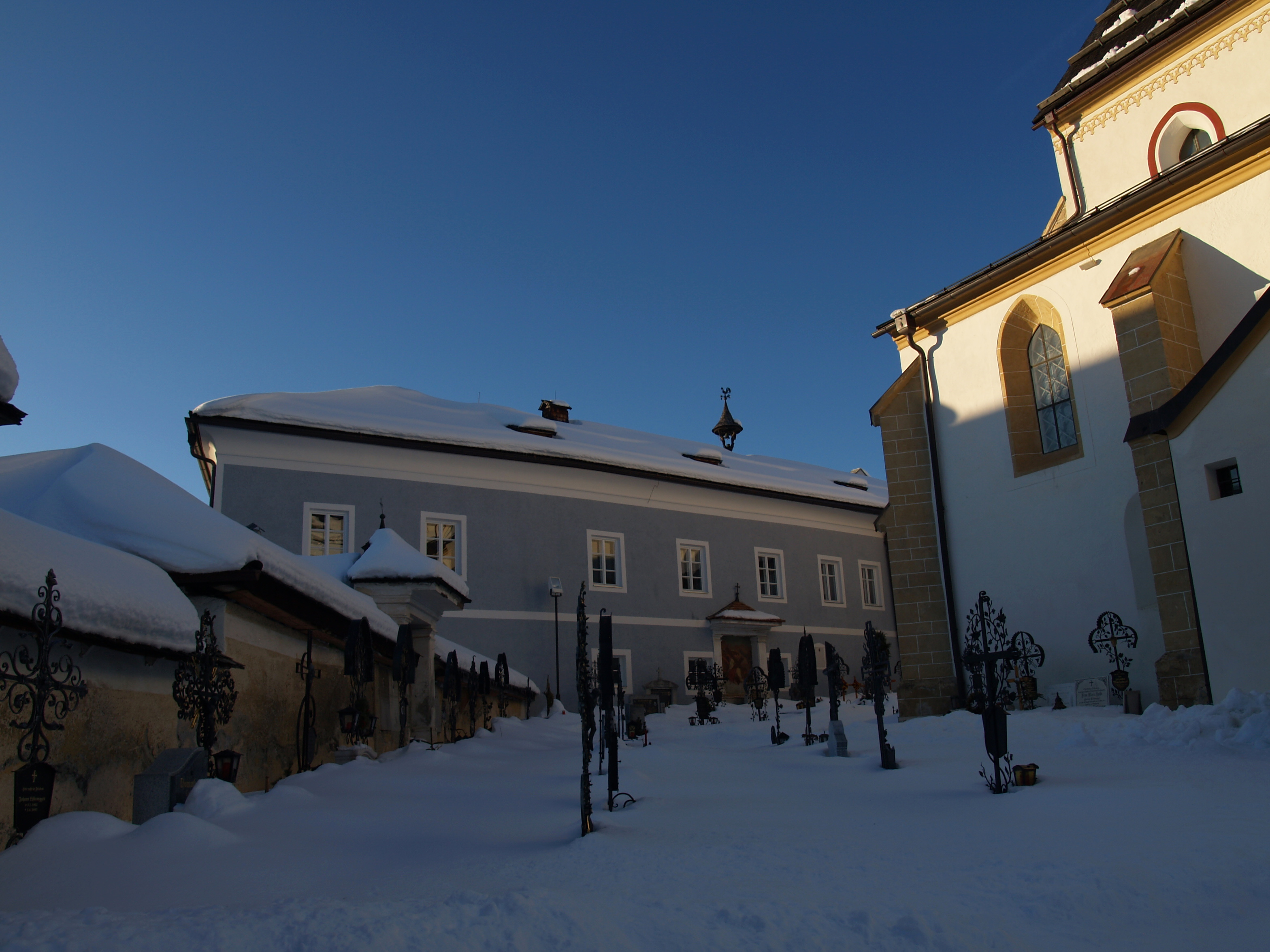
Pfarrhof Mariapfarr

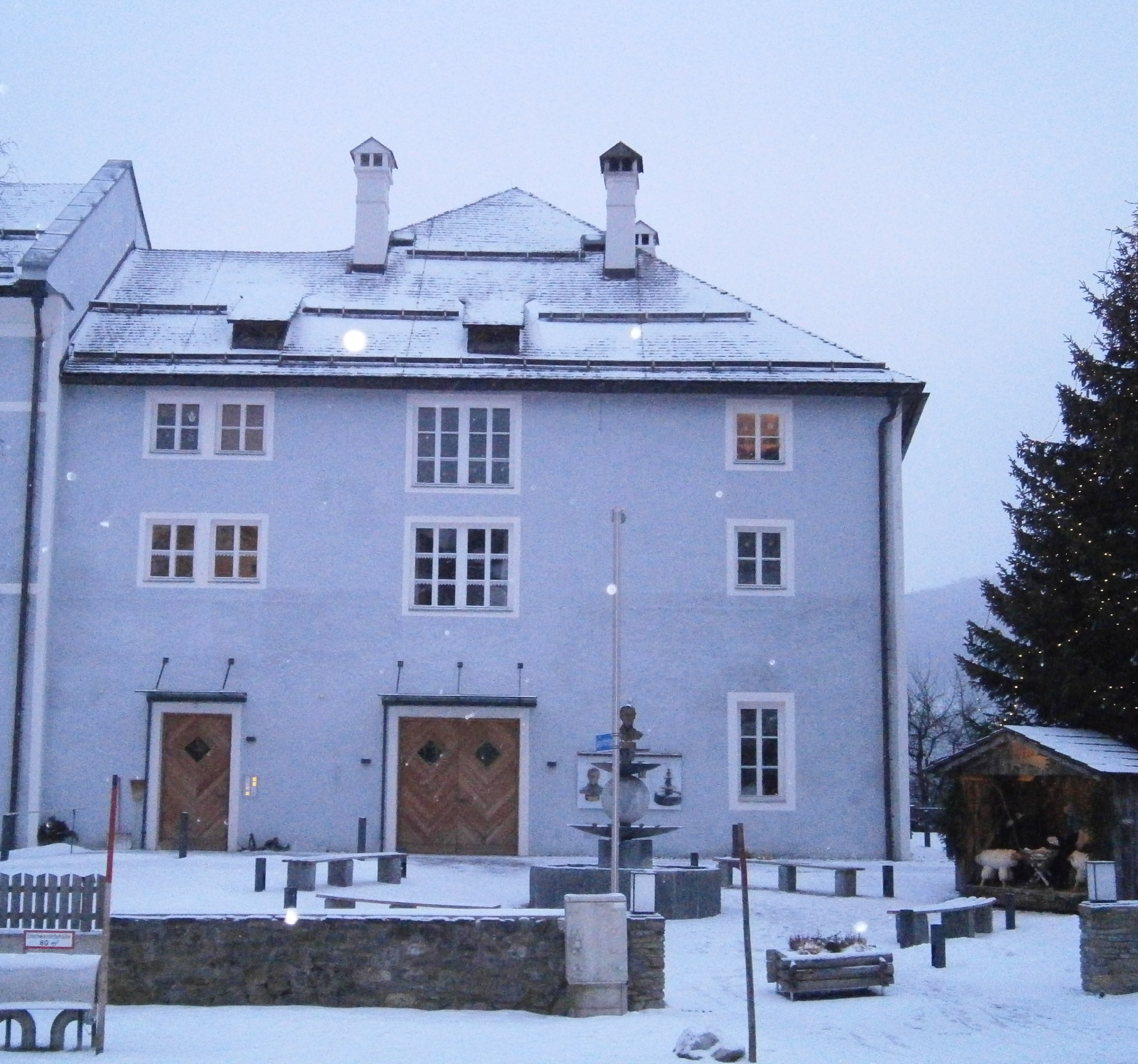
Joseph-Mohr-Platz mit Brunnen – im Hintergrund das ehemalige Stallgebäude

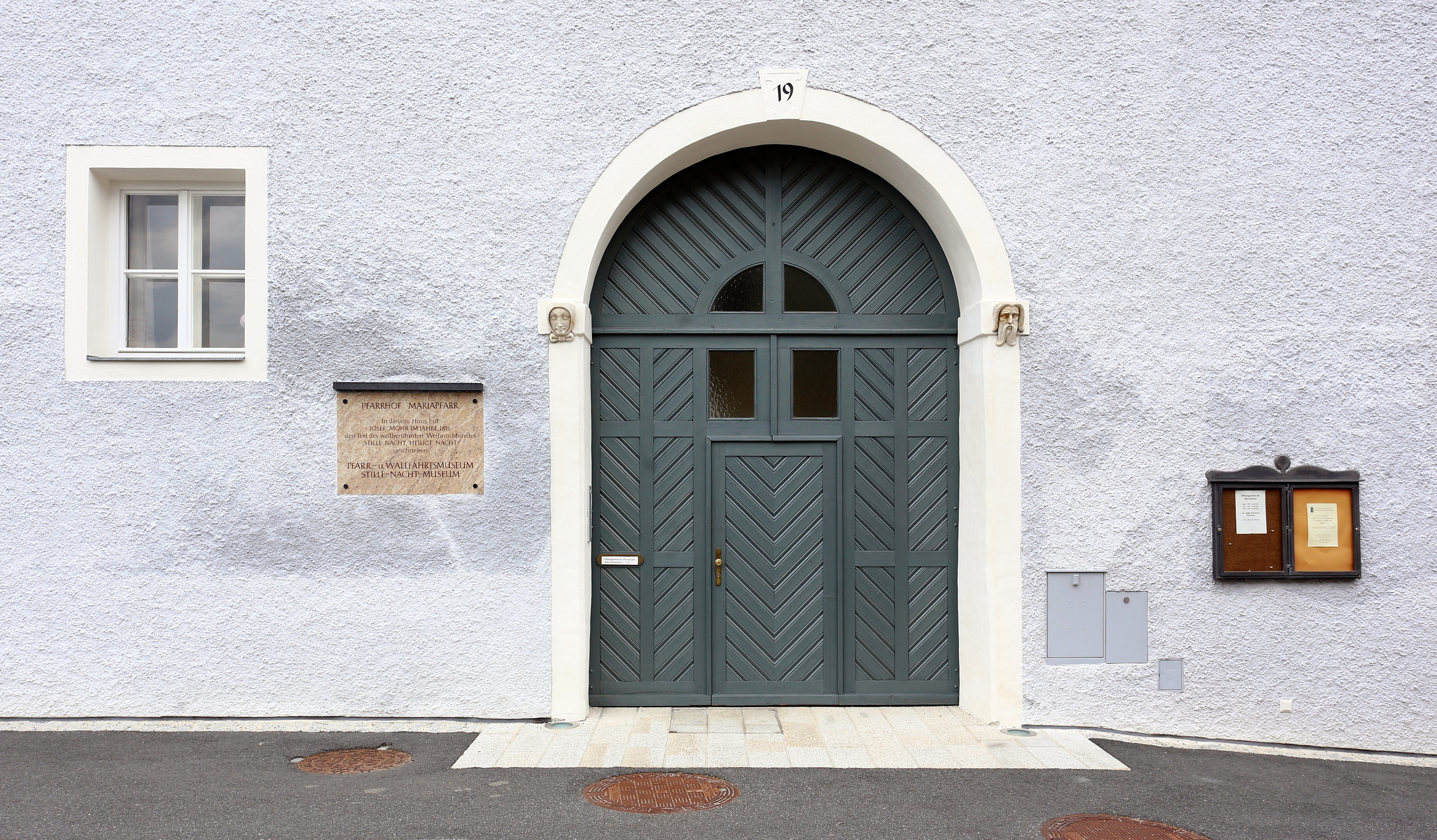
Eingangsportal zum Pfarrhof

Die abgegangene Burg Mariapfarr lag in der gleichnamigen Lungauer Gemeinde im Bezirk Tamsweg von Salzburg (Pfarrstraße 19); heute sind hier der Pfarrhof der Gemeinde bzw. ein Museum untergebracht.

## Geschichte
Es wird vermutet, dass der edelfreie Dietmar von Lungau hier seine namengebende Burg hatte. Gegen Ende des 12. Jahrhunderts scheint die Burg ein Lehen des Hochstiftes Salzburg geworden zu sein und dieses wurde fortan an Ministeriale vergeben. 1217 plante der Hochstiftministeriale Konrad von Pfarr die Teilnahme an einem Kreuzzug. Er bestimmte für den Fall seines Todes, dass die Burg (aream et domum iuxta ecclesiam) als Pfarrhof verwendet werden sollte. Dies scheint denn auch eingetreten zu sein.

## Burg Mariapfarr heute
Durch Auswertungen des Franziszäischen Katasters von 1830 ist anzunehmen, dass Pfarrhof und Pfarrkirche der ehemaligen Burg und Burgkapelle entsprechen. Im Gelände sind zudem die ehemals vorhandene Umwallung und ein elliptischer Graben erkennbar.
In dem Pfarrhof ist heute das Pfarr- und Wallfahrtsmuseum Mariapfarr untergebracht.